# Chief Secretary to the Treasury
Chief Secretary to the Treasury (dansk: vicefinansminister) er den tredjehøjeste ministerpost i det britiske finansministerium (engelsk: Her Majesty's Treasury) efter First Lord of the Treasury og Chancellor of the Exchequer.
Posten blev oprettet i 1961 for at uddele ansvaret for at repræsentere Treasury med Chancellor of the Exchequer.